# Gilmarite
La gilmarite è un minerale.

## Etimologia
Il nome è in onore del mineralogista francese Gilbert Mari (1944- ), che ha esplorato a fondo le vecchie miniere di rame delle Alpi Marittime.